# 민서현
민서현(閔書賢, 1986년 4월 10일 ~ )은 대한민국의 배우다. 건국대학교 영화예술과를 졸업했으며, 소속사는 멘토엔터테인먼트다.

## 연예 방면 활동

### 드라마
| 연도 | 방송사 | 제목              | 역할            | 비고     |
| ---- | ------ | ----------------- | --------------- | -------- |
| 2005 | MBC    | 레인보우 로망스   |                 |          |
| 2006 | KBS2   | 인생이여 고마워요 |                 |          |
| 2006 | tvN    | 하이에나          |                 |          |
| 2007 | MBC    | 커피프린스 1호점  | 예랑            |          |
| 2008 | MBC    | 뉴하트            | 인경            |          |
| 2008 | SBS    | 온에어            | 양소은          | 특별출연 |
| 2008 | MBC    | 스포트라이트      | 엄세희          |          |
| 2008 | SBS    | 아내의 유혹       | 모델            | 특별출연 |
| 2011 | MBC    | 최고의 사랑       | 윤필주의 맞선녀 | 특별출연 |

### MC
- 2008년 5월 23일 ~ 8월 8일: KBS2 뮤직뱅크

### CF
- 《레드스캔들》
- 《씨랄라》
- 《KTF show》
- 《P&G 허벌에센스 샴푸》
- 《설레임》

### 뮤직비디오
- 고은 - 사랑해 사랑해 사랑해
- 이수영 - Grace/비밀
- 휘성 - 놈들이 온다

### 출연 프로그램
- 2011년 tvN 《SNL 코리아 시즌1》